# Akja Nurberdiýewa

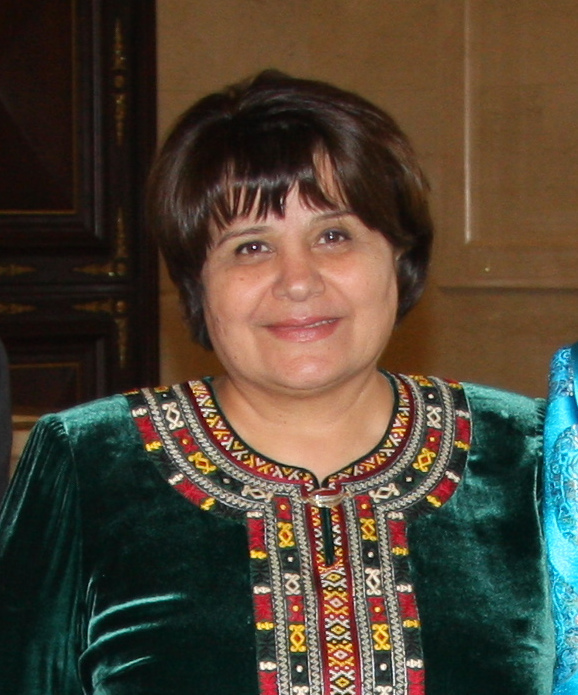
Akja Nurberdiýewa im Jahr 2015

Akja Täjiýewna Nurberdiýewa (russisch Акджа Таджиевна Нурбердыева Akdscha Tadschijewna Nurberdyjewa; * 1957 in Aşgabat) ist eine turkmenische Politikerin und war von 2006 bis 2018 Vorsitzende der Versammlung von Turkmenistan, dem turkmenischen Parlament.

## Leben
Nurberdiýewa hat Pädagogik studiert und als Kandidat der Wissenschaften abgeschlossen.
Seit 2000 (andere Quellen 1994) ist sie Abgeordnete des Parlaments und spätestens seit 2005 stellvertretende Vorsitzende.  
Als kurz nach dem Tod von Saparmyrat Nyýazow im Dezember 2006 der Vorsitzende des Parlaments Öwezgeldi Ataýews festgenommen wurde, übernahm sie zunächst kommissarisch sein Amt und wurde im Februar offiziell gewählt.
2014 wurde sie zum dritten Mal in Folge zur Vorsitzenden des Parlamentes gewählt.
Am 31. März 2018 wurde Nurberdiýewa als Parlamentsvorsitzende abgesetzt. Ihre Nachfolgerin wurde Gülşat Mämmedowa, die bis dahin das Amt der stellvertretenden Ministerpräsidentin für Kultur und Medien bekleidete. 
Seit ihrer Absetzung meidet Nurberdiýewa die Öffentlichkeit. Wie die örtliche Nachrichtenagentur Die Chronik Turkmenistans berichtete, darf sie das Land nicht verlassen, obwohl sie politisch nicht verfolgt wird. Ihr wurde eine Stelle im Justizministerium angeboten, was sie jedoch aus Gesundheitsgründen abgelehnt haben soll.